# NGC 2523
NGC 2523 é uma galáxia espiral barrada (SBbc) localizada na direcção da constelação de Camelopardalis. Possui uma declinação de +73° 34' 44" e uma ascensão recta de 8 horas, 15 minutos e 00,0 segundos.
A galáxia NGC 2523 foi descoberta em 7 de Setembro de 1885 por Edward D. Swift.